# Разбой

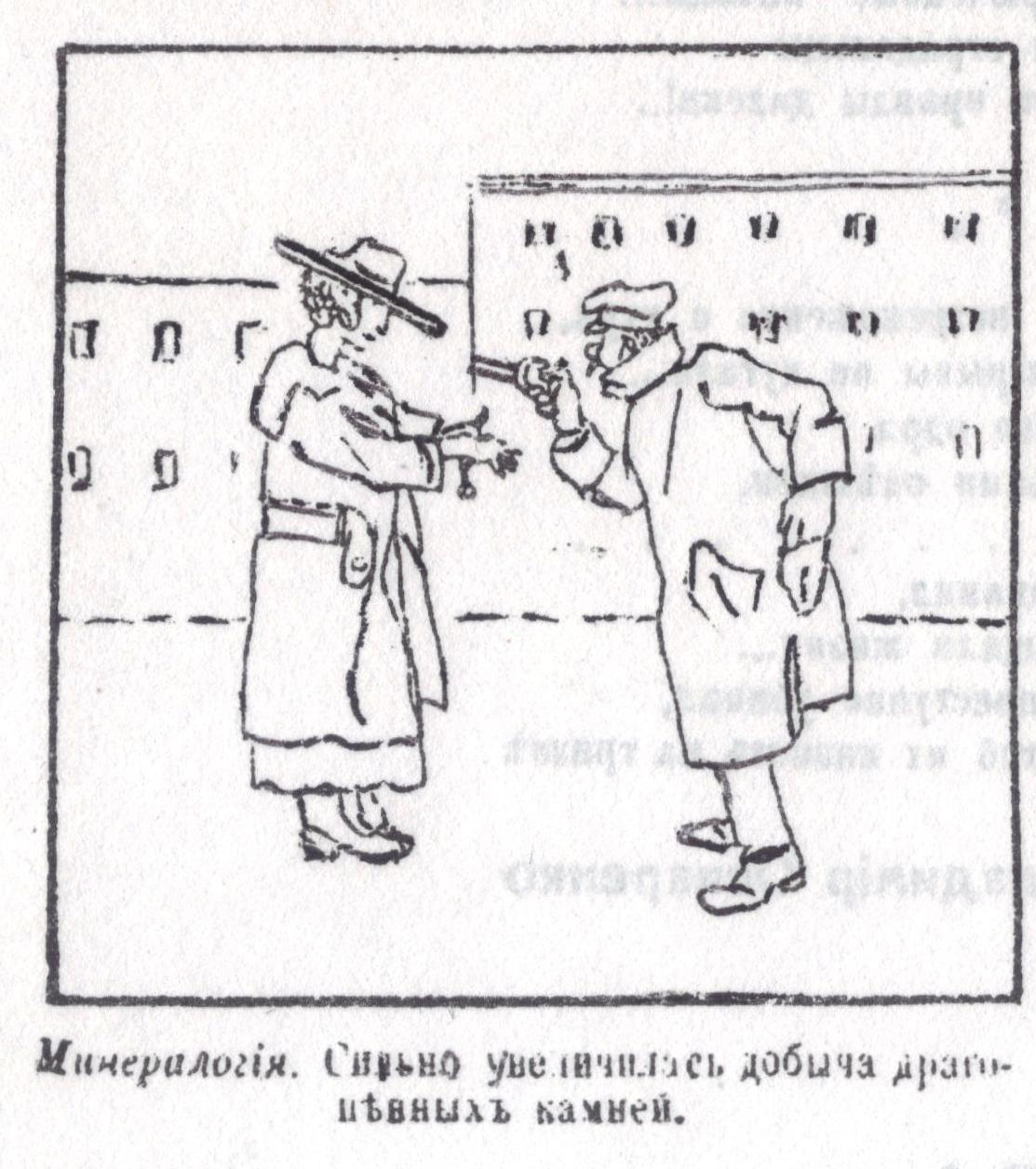
«Минералогия. Сильно увеличилась добыча драгоценных камней». Налётчик на одесской карикатуре 1918 года

Разбо́й — насильственное хищение чужого имущества; разбо́йник — совершающий разбой.

## История
В глубокой древности измаильтяне и их соседи халдеи в Аравии жили разбоем и грабительством. Некоторые походы филистимлян, амаликитян и других были не что иное, как разбойнические нападения. Во время земной жизни Иисуса Христа дорога, идущая от Иерусалима к Иерихону, особенно была опасна для путешественников по причине разбоев и грабежей. Жители Трахонитской области жили большей частью разбойничеством, чему особенно благоприятствовали пещеры и ущелья гор Трахонитиды.
В VIII — X столетиях в Скандинавии разбоем занимались викинги.
В Древней Руси войны и  разбой часто отождествлялись, даже лучшие русские князья, например Владимир Мономах, допускали походы с характером разбоя, например при взятии Минска. В русских летописях и жития русских святых часто упоминают о разбойниках, например жития русских святых — Феодосия Печерского, Кирилла Белозерского и других. Следы древнейшего разбойничества сохранены русской народной поэзией в песнях о встрече Ильи Муромца с разбойниками. 
Разбои стали усиливаться в Московском государстве после татарского нашествия и с XIV столетия приняли широкие размеры, причем главной ареной разбойничества с течением времени стало Поволжье (в частности на реке Камышенке, Ахтубе, Змеевых горах), московская Украина, новгородский север пользовался в этом отношении незавидной славой и Каспийское море.
В XVI столетии классической страной разбойничества, которое пустило здесь глубокие корни, была Италия где в различных местностях организовывались разбойничьи общество, например в Неаполе — Каморра, а сицилийский народ в свою защиту выдвинул разбойничество — мафию. Наибольшего развития организованная преступность  достигла в эпоху правления Бурбонов. При Фердинанде IV она имела уже прочную организацию, проникла во все слои общества и представляла собой как бы государство в государстве. Королева Мария-Каролина, например, раздавала ордена и покровительствовала известным разбойничьим атаманам — Фра Дьяволо, Цампе, Пронио и другим.
В XVI — XVIII столетиях разбойничество также было распространённым явлением в Европе особенно в странах имевших лесные, горные и предгорные районы (казаки, гайдуки, опришки и так далее) и часто являлось одной из форм реакции крестьянства и мещанства на феодальное угнетение. Разбойные группы (банды, шайки) чаще всего нападали на отдельные поместья, приходских священников и купцов, а иногда и на богатых крестьян. 
В XVIII столетия в германских государствах промышлявшие разбоем шайки и банды были сродни неуправляемой стихии.

## Определение

### Россия, СССР
На начало XX века в России за разбой, насильственное похищение чужого движимого имущества, применялось наказание — каторга или исправительный дом. За морской разбой или пиратство, — каторга на 8—10 лет.
В СССР в целях усиления охраны личной собственности граждан Президиум Верховного Совета Союза ССР постановил 4 июня 1947 года что разбой, то есть нападение с целью завладения чужим имуществом, соединенное с насилием или с угрозой применения насилия, — карается заключением в исправительно-трудовом лагере на срок от десяти до пятнадцати лет с конфискацией имущества.
Разбой, соединенный с насилием, опасным для жизни и здоровья потерпевшего, или с угрозой смертью, или тяжким телесным повреждением, а равно совершенный шайкой либо повторно, — карается заключением в исправительно-трудовом лагере на срок от пятнадцати до двадцати лет с конфискацией имущества. Недонесение органам власти о достоверно известном готовящемся или совершенном разбое, — карается лишением свободы на срок от одного года до двух лет или ссылкой на срок от четырех до пяти лет.
Современным уголовным законодательством России, в трактовке данного термина, разбой — это нападение в целях хищения чужого имущества, совершённое с применением насилия, опасного для жизни или здоровья, либо с угрозой применения такого насилия (см. ч. 1 ст. 162 УК России).
Непосредственными объектами данного вида хищения являются:
- Конкретная форма собственности;
- Жизнь и здоровье человека (лица, подвергшегося нападению).

Объективная сторона — характеризуется нападением с применением насилия опасного для жизни и здоровья потерпевшего. При этом нападение может выражаться в тайном или явном характере.
Субъективная сторона — характеризуется прямым умыслом. Мотив — корыстный, цель — хищение чужого имущества.
Субъект — лицо, достигшее 14-летнего возраста.
Квалифицированные составы:
- Совершённый группой лиц по предварительному сговору;
- Совершённый с применением оружия или предметов используемых в качестве оружия при этом под применением оружия понимается как реальное использование его, так и фактическая демонстрация его с угрозой нападения.

Особо квалифицированные составы:
- Совершение организованной группой;
- Совершённый в особо крупном размере;
- Совершённой с причинением тяжкого вреда здоровью.

В случаях, когда в целях хищения чужого имущества в организм потерпевшего против его воли или путём обмана введено опасное для жизни или здоровья сильнодействующее, ядовитое или одурманивающее вещество с целью приведения потерпевшего в беспомощное состояние, содеянное должно квалифицироваться как разбой. Если с той же целью в организм потерпевшего введено вещество, не представляющее опасности для жизни или здоровья, содеянное надлежит квалифицировать в зависимости от последствий как грабёж, соединенный с насилием. Свойства и характер действия веществ, применённых при совершении указанных преступлений, могут быть при необходимости установлены с помощью соответствующего специалиста либо экспертным путём.
Действия лица, совершившего нападение с целью хищения чужого имущества с использованием собак или других животных, представляющих опасность для жизни или здоровья человека, либо с угрозой применения такого насилия, надлежит квалифицировать с учётом конкретных обстоятельств дела по части второй статьи 162 УК РФ.
Решая вопрос о квалификации действий лиц, совершивших хищение чужого имущества в составе группы лиц по предварительному сговору либо организованной группы по признаку «причинение значительного ущерба гражданину» либо по признаку «в крупном размере» или «в особо крупном размере», следует исходить из общей стоимости похищенного всеми участниками преступной группы.
Разбой считается оконченным с момента нападения в целях хищения чужого имущества, совершенного с применением насилия, опасного для жизни или здоровья, либо с угрозой применения такого насилия. В случаях, когда лицо, совершившее разбойное нападение, имело цель завладеть имуществом в крупном или особо крупном размере, но фактически завладело имуществом на меньшую сумму, его действия надлежит квалифицировать как оконченный разбой, совершенный в крупном размере или в целях завладения имуществом в особо крупном размере.
При признании этого преступления совершенным организованной группой действия всех соучастников независимо от их роли в содеянном подлежат квалификации как соисполнительство.
Если лицо совершило разбой посредством использования других лиц, не подлежащих уголовной ответственности в силу возраста, невменяемости или других обстоятельств, его действия (при отсутствии иных квалифицирующих признаков) следует квалифицировать по части 1 статьи 162 УК России как действия непосредственного исполнителя преступления.
Лицо, организовавшее преступление либо склонившее к совершению кражи, грабежа или разбоя заведомо не подлежащего уголовной ответственности участника преступления, в соответствии с частью второй статьи 33 УК России несет уголовную ответственность как исполнитель содеянного.
Действия лица, непосредственно не участвовавшего в хищении чужого имущества, но содействовавшего совершению этого преступления советами, указаниями либо заранее обещавшего скрыть следы преступления, устранить препятствия, не связанные с оказанием помощи непосредственным исполнителям преступления, сбыть похищенное и т. п., надлежит квалифицировать как соучастие в содеянном в форме пособничества.

### Отграничение от иных составов
Данный состав преступления родственен с грабежом, который также может быть совершён с применением насилия (см. п. «г» ч. 2 ст. 161 УК России). Различие здесь состоит в том, что при разбое применяется насилие, опасное для жизни и здоровья потерпевшего, тогда как при грабеже — без применения насилия вообще или с применением насилия, не опасного для жизни и здоровья. На практике не всегда возможно разграничить данные составы преступлений; оценка действий преступника в значительной мере зависит от позиции правоприменительного органа и местной практики. Позиция законодателя была разъяснена Пленумом Верховного Суда России (постановление от 27 декабря 2002 г. № 29 о судебной практике по делам о краже, грабеже и разбое). В соответствии с ним, под насилием, опасным для жизни или здоровья следует понимать также нападение с целью завладения имуществом, совершенное с применением насилия, опасного для жизни или здоровья, которое хотя и не причинило вред здоровью потерпевшего, однако в момент применения создавало реальную опасность для его жизни или здоровья. В тех случаях, когда завладение имуществом соединено с угрозой применения насилия, носившей неопределенный характер, вопрос о признании в действиях лица грабежа или разбоя необходимо решать с учётом всех обстоятельств дела: места и времени совершения преступления, числа нападавших, характера предметов, которыми они угрожали потерпевшему, субъективного восприятия угрозы, совершения каких-либо конкретных демонстративных действий, свидетельствовавших о намерении нападавших применить физическое насилие, и т. п. Если в ходе хищения чужого имущества в отношении потерпевшего применяется насильственное ограничение свободы, вопрос о признании в действиях лица грабежа или разбоя должен решаться с учётом характера и степени опасности этих действий для жизни или здоровья, а также последствий, которые наступили или могли наступить (например, оставление связанного потерпевшего в холодном помещении, лишение его возможности обратиться за помощью).
Если лицо во время разбойного нападения совершает убийство потерпевшего, содеянное им следует квалифицировать по пункту «з» части второй статьи 105 УК России (то есть, убийство, сопряженное с разбоем), а также по пункту «в» части четвёртой статьи 162 УК РФ (то есть, разбой, совершенный с причинением тяжкого вреда здоровью потерпевшего).
Применение насилия при разбойном нападении, в результате которого потерпевшему умышленно причинен лёгкий или средней тяжести вред здоровью, охватывается составом разбоя и дополнительной квалификации по статьям 115 или 112 УК России (причинение лёгкой или средней тяжести вреда здоровью) не требует.
Если лицо лишь демонстрировало оружие или угрожало заведомо негодным или незаряженным оружием либо имитацией оружия, например макетом пистолета, игрушечным кинжалом и т. п., не намереваясь использовать эти предметы для причинения телесных повреждений, опасных для жизни или здоровья, его действия (при отсутствии других отягчающих обстоятельств) с учётом конкретных обстоятельств дела следует квалифицировать как разбой, либо как грабёж, если потерпевший понимал, что ему угрожают негодным или незаряженным оружием либо имитацией оружия.